# Mudkip
Mudkip (ミズゴロウ, Mizugorou) é uma espécie de Pokémon na franquia Pokémon da Nintendo e Game Freak. Criado por Ken Sugimori, Mudkip fez sua primeira aparição nos jogos Pokémon Ruby e Sapphire e sua sequelas subsequentes, aparecendo mais tarde em várias mercadorias, spinoffs e adaptações animadas e impressas da franquia. Mudkip recebeu vários tributos no YouTube por conta do meme de internet "So I herd u like mudkips".

## Aparições

### Em jogos
Mudkip apareceu primeiro em Pokémon Ruby and Sapphire e seu remake Pokémon Emerald. Mudkip é um dos três Pokémons iniciais que o jogador pode escolher, juntamente com Treecko e Torchic. Após ganhar experiência em batalha, Mudkip evolui para Marshtomp, o qual evolui para Swampert. Em Pokémon HeartGold e SoulSilver, Mudkip, juntamente com Treecko e Torchic, podem ser obtidos com o personagem Steven Stone após conseguir todas as 16 insígnias e derrotar o último chefe, Red.